# 5649 (année hébraïque)
5649 (hébreu : ה'תרמ"ט , abbr. : תרמ"ט) est une année hébraïque qui a commencé à la veille au soir du 6 septembre 1888 et s'est finie le 25 septembre 1889. Cette année a compté 385 jours. Ce fut une année embolismique dans le cycle métonique, avec deux mois de Adar - Adar I et Adar II. Ce fut une année de chemitta.

## Calendrier
Ce calendrier hébraïque de l'année 5649 donne les correspondances avec les dates du calendrier grégorien.
Le premier nombre dans chaque case correspond au jour du mois hébraïque. Les jours en couleurs sont des jours remarquables juifs .
| ◄◄ | 5649 | ►► |

## Naissances
- Yitzhak HaLevi Herzog
- Hartwig Naftali Carlebach

## Décès
- Laurence Oliphant
- Samson Raphael Hirsch

5644 - 5645 - 5646 - 5647 - 5648 - 5649 - 5650 - 5651 - 5652 - 5653 - 5654